# بريت هيمفيل
بريت هيمفيل (بالإنجليزية: Bret Hemphill)‏ هو لاعب كرة قاعدة أمريكي، ولد في 17 ديسمبر 1971 في سانتا كلارا في الولايات المتحدة.

## وصلات خارجية
- بريت هيمفيل على موقعبيزبول رفرنس.كوم (الدوري الرئيسي) (الإنجليزية)
- بريت هيمفيل على موقعبيزبول رفرنس.كوم (الدوري الثانوي) (الإنجليزية)
- بريت هيمفيل على موقع مشجعي الرسوم البيانية (الإنجليزية)